# Charité romaine
Charité romaine (en italien Carità Romana) est le nom traditionnel d'une scène exemplaire : une jeune fille, Péro (ou Péra), allaite secrètement en prison son père, Cimon ou Mycon, condamné à mourir de faim. Péro obtient la permission de visiter son père, mais les gardiens s'assurent qu'elle ne lui apporte pas de nourriture. Le vieillard ne mourant pas, l'un des gardiens exerce une surveillance et s'aperçoit que Péro donne le sein à son père. Le préteur et les juges, avertis, décident de libérer le prisonnier. 
Cette histoire est rapportée, avec des variantes, par divers auteurs anciens, qui la présentent comme un acte exemplaire de piété filiale ; on la trouve dans les Faits et dits mémorables de l'historien romain Valère Maxime (livre V, chap. 4), chez Pline l'Ancien (Hist. nat., VII, 36), chez Solin (chap. I), chez Festus (s.v. pietas), ou encore chez Hygin (Fables, 254).
Dans le texte de Valère Maxime, la scène, brièvement évoquée sans contexte narratif précis, est déjà présentée comme un sujet de tableau émouvant. Le thème faisait écho à la légende mythologique de Junon allaitant Hercule (et créant, par un jet de lait, la Voie lactée). Trois fresques, découvertes à Pompéi et conservées au Musée archéologique national de Naples, représentent cette scène. Aux XVIIe et XVIIIe siècles, de nombreux artistes européens ont représenté cette scène, notamment Pierre Paul Rubens, qui en peignit plusieurs versions. L'artiste baroque Caravage l'a aussi insérée, parmi d'autres, dans son œuvre de 1606, Les Sept Œuvres de miséricorde.
Dans la peinture célèbre de Jan Vermeer, la Leçon de musique, on peut apercevoir un tableau de la Charité romaine, selon l'habitude du peintre d'insérer un tableau dans son tableau.
Maupassant donne une version légèrement différente de cette scène dans sa nouvelle Idylle.
Au XXe siècle, John Steinbeck insère une scène de charité romaine dans son roman les Raisins de la colère (1939), quand Rosasharn Rivers nourrit un homme malade et affamé au coin d'une grange.                       

## Adaptations dans les arts plastiques

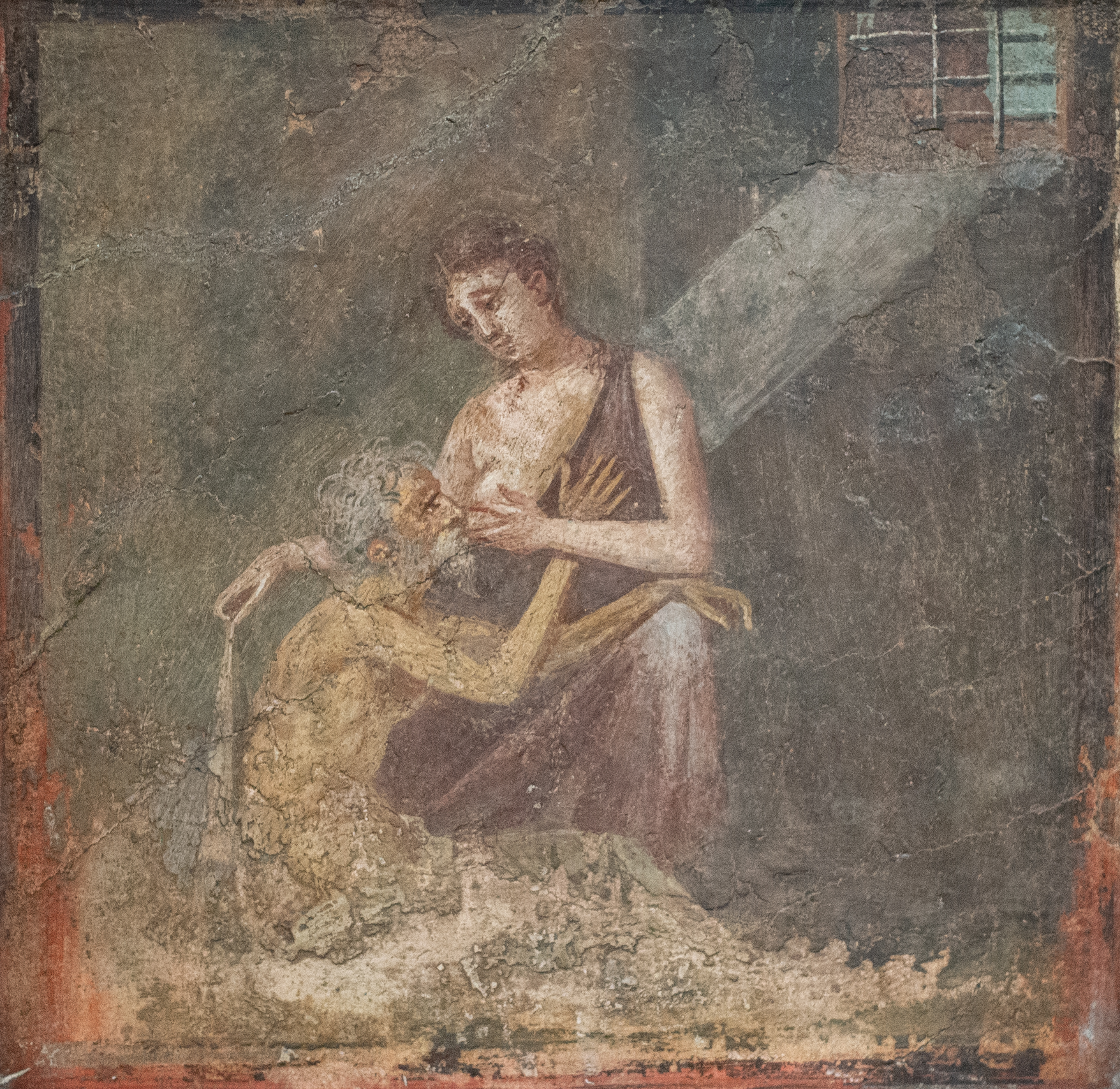
Fresque provenant de Pompéi Ier siècle av. J.-C.
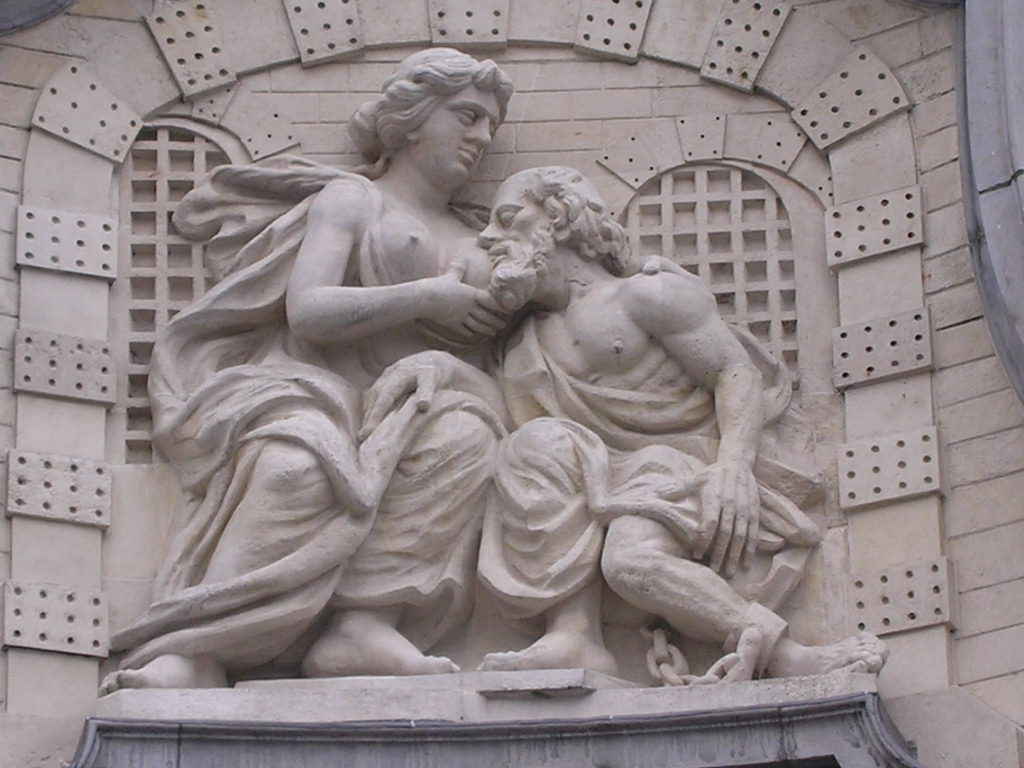
Charité romaine Statue à Gand, Belgique
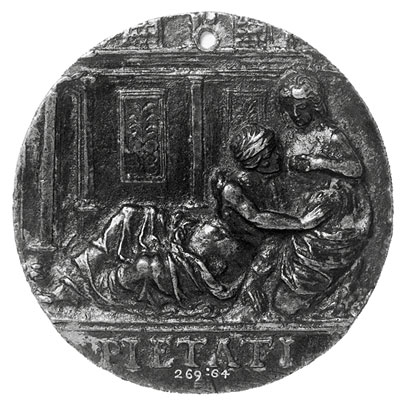
Charité romaine Artiste inconnu. (vers 1500-1520)
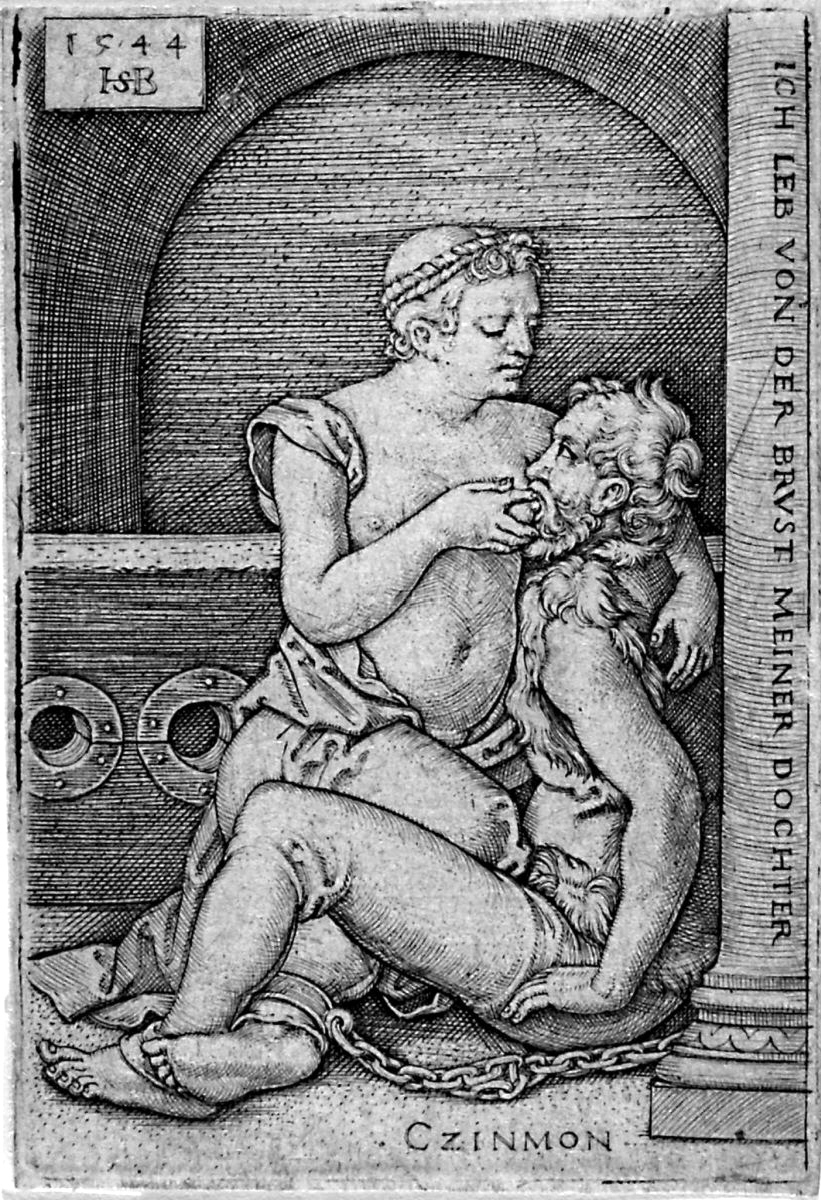
Cimon et Pera Hans Sebald Beham (1500-1550)
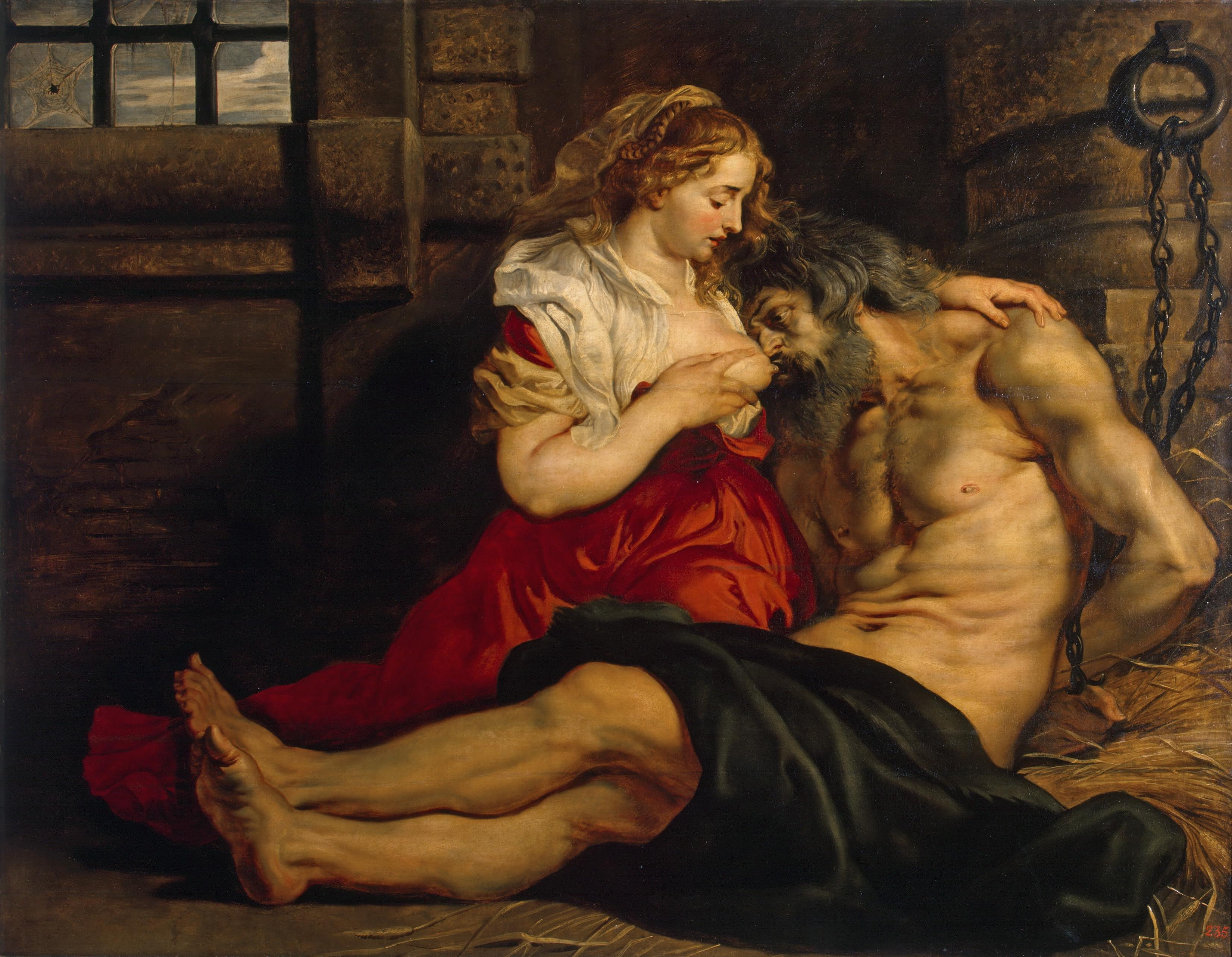
Charité romaine Pierre Paul Rubens (1577-1640)
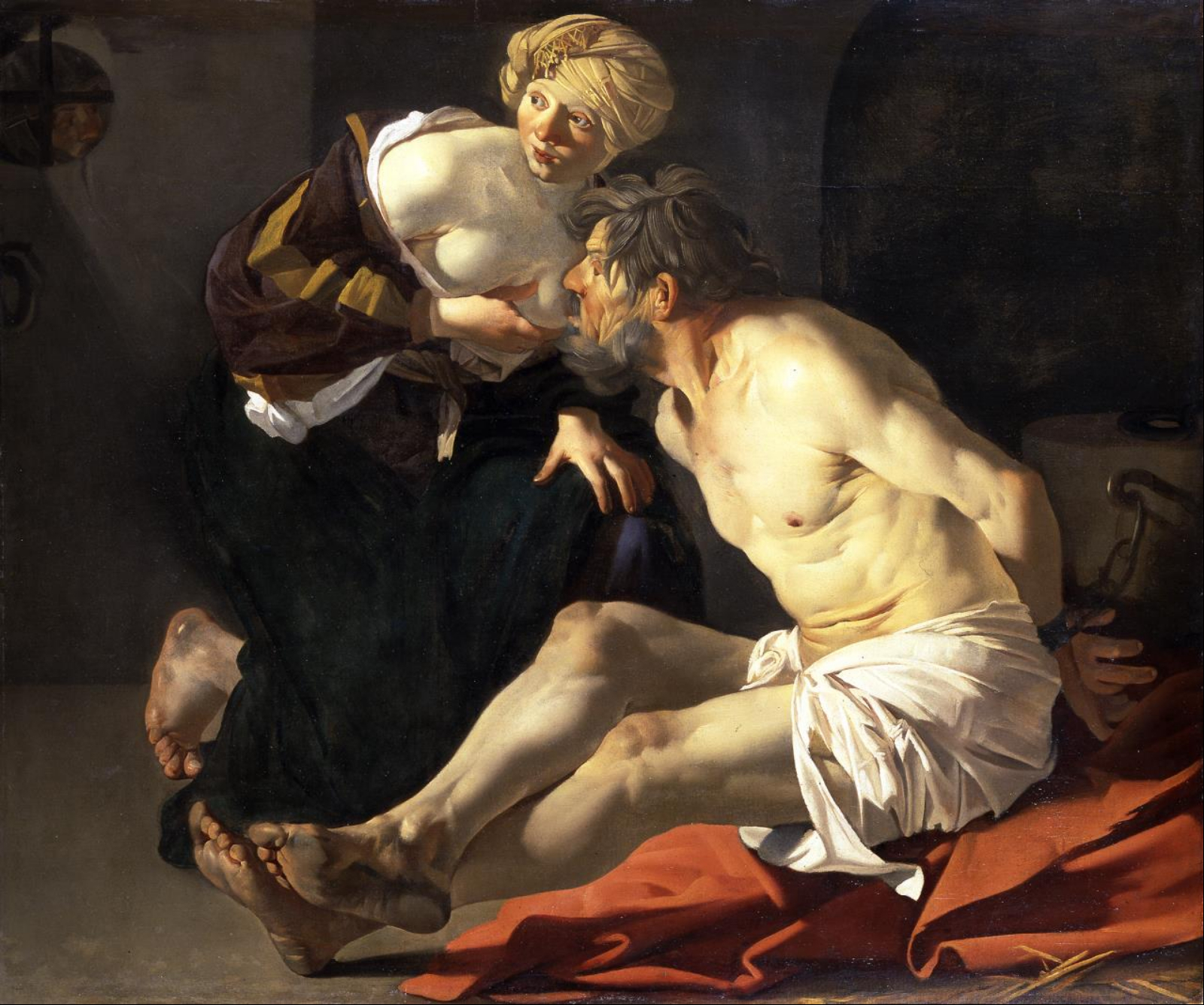
Charité romaine Dirck Van Baburen (1595-1624)
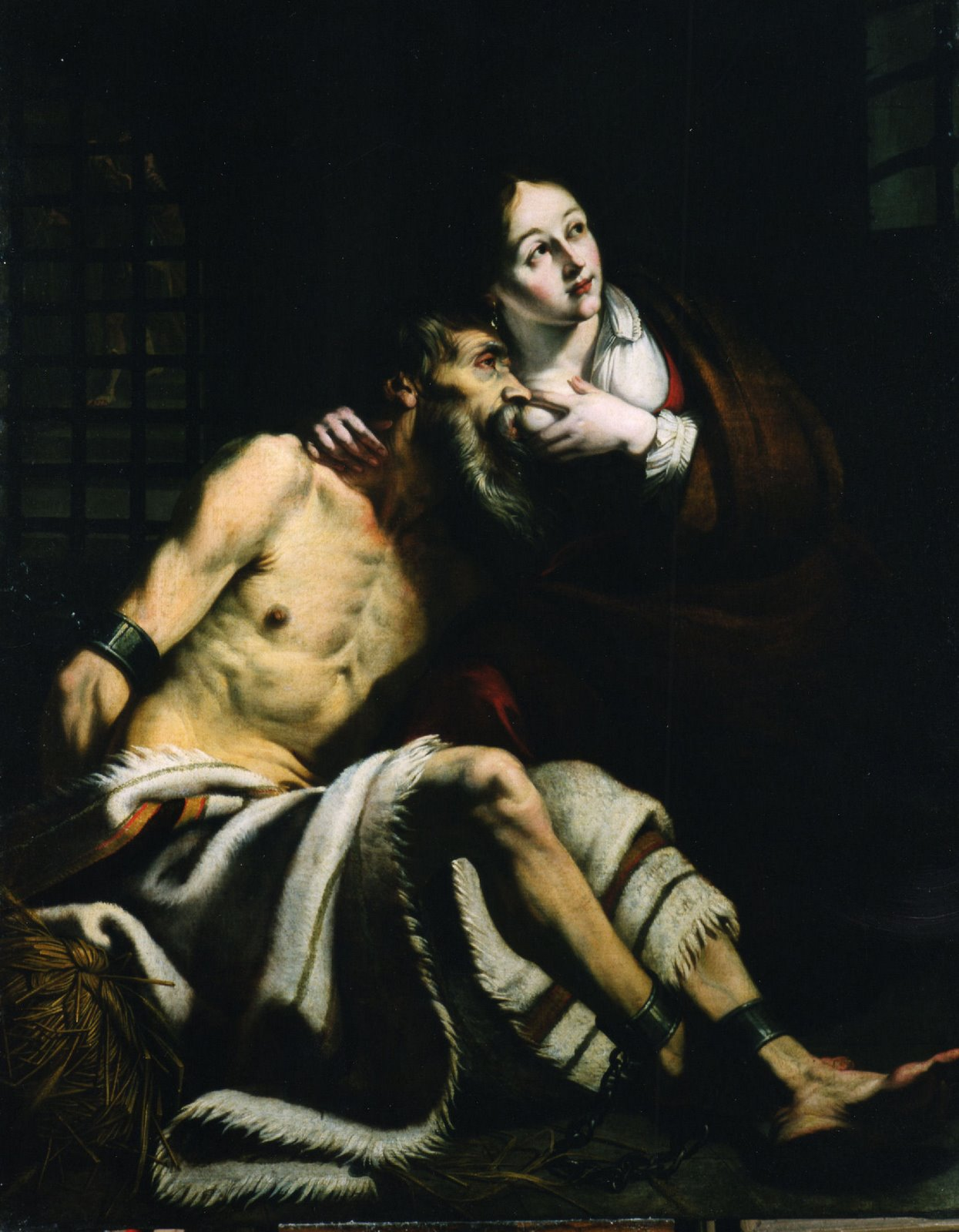
Charité romaine Jan Janssens (1590-1650)
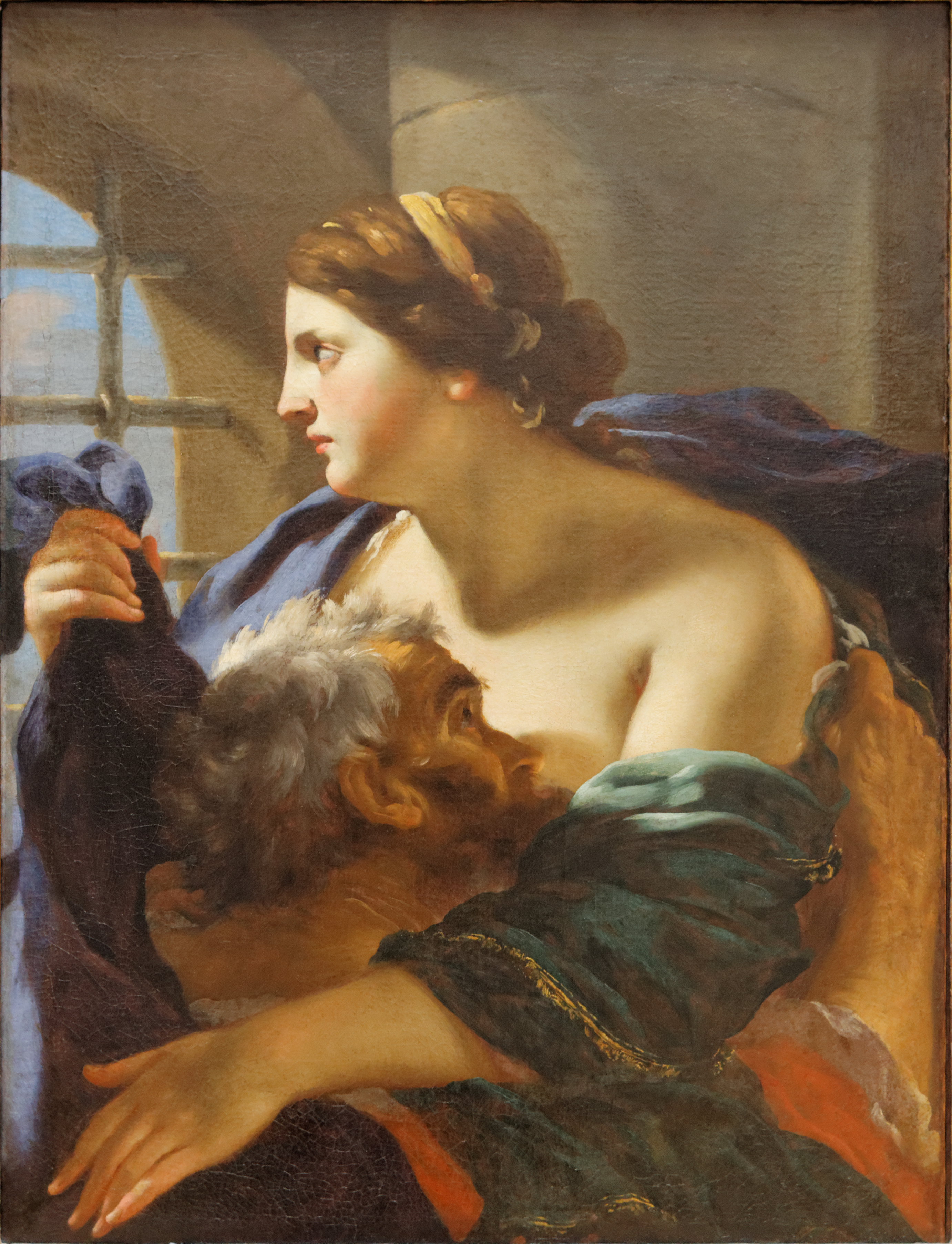
Cimon et Pera Charles Mellin (1597-1649)
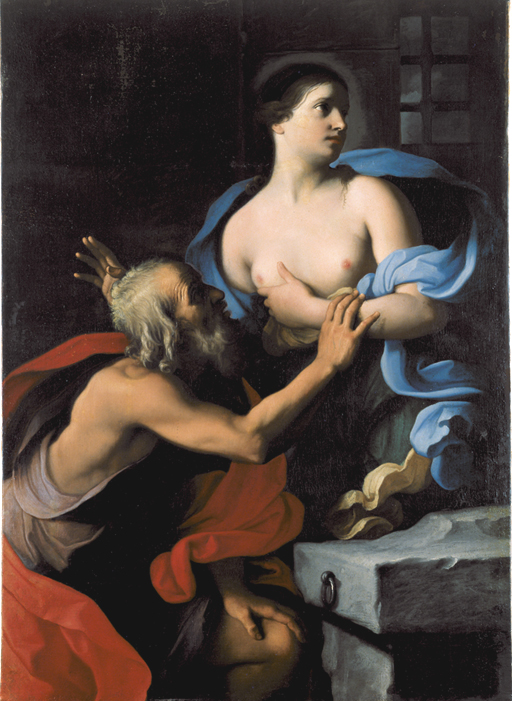
Charité romaine Giovanni Domenico Cerrini (1609-1681)
Charité romaine École baroque italienne. (XVIIe siècle)
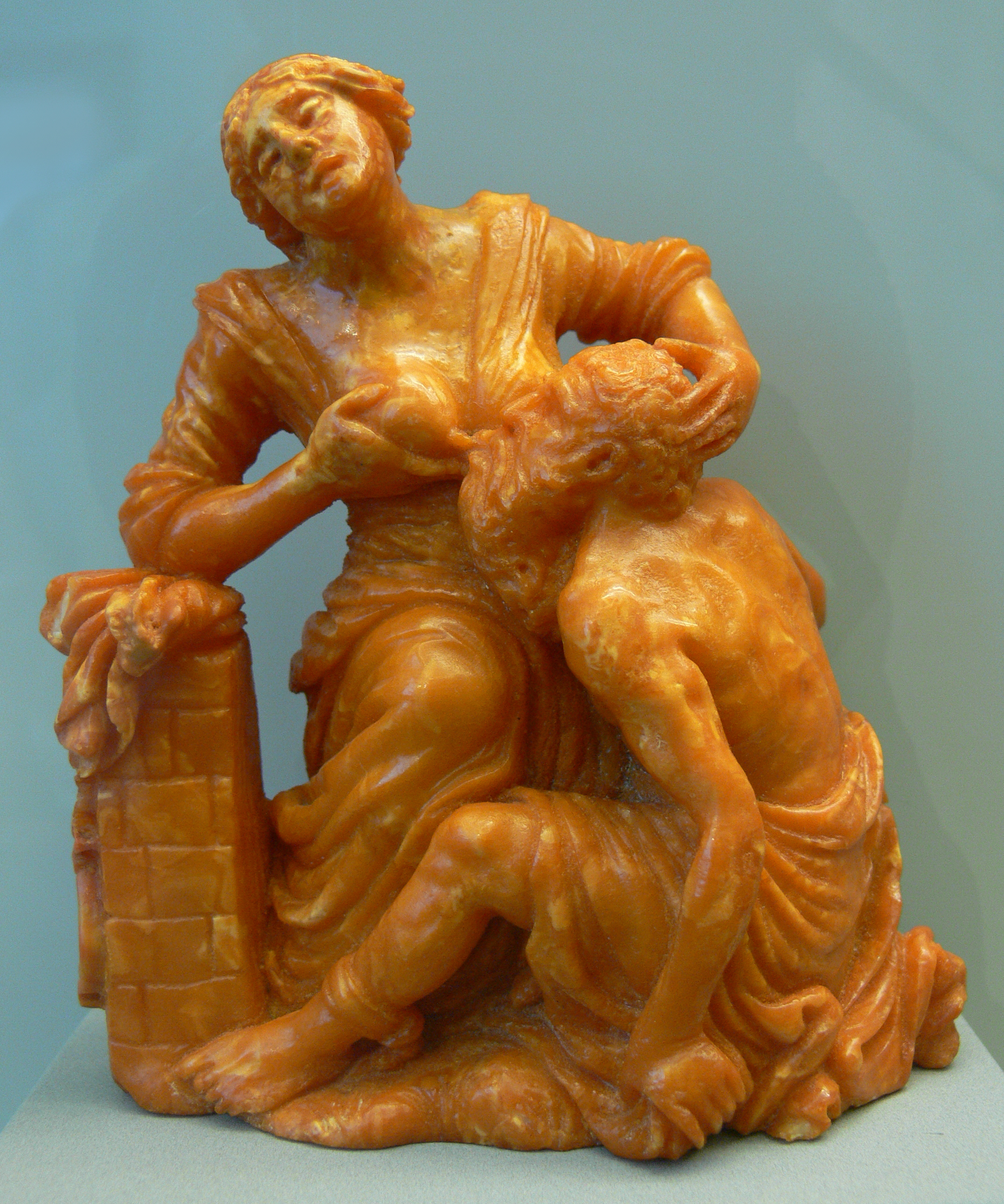
Cimon et Pera Christoph Maucher (1690)
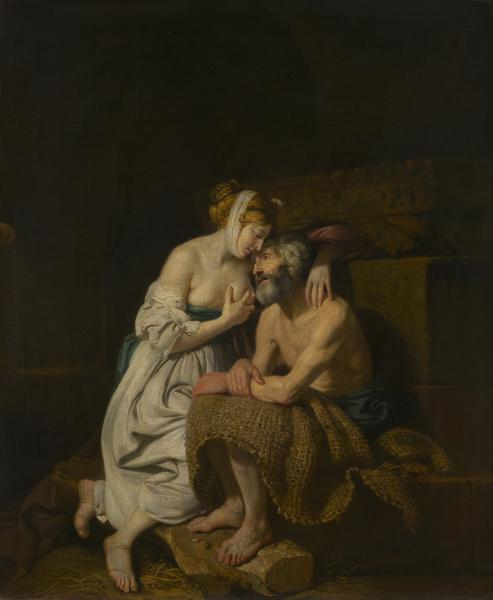
Charité romaine Johan Zoffany (1733-1810)
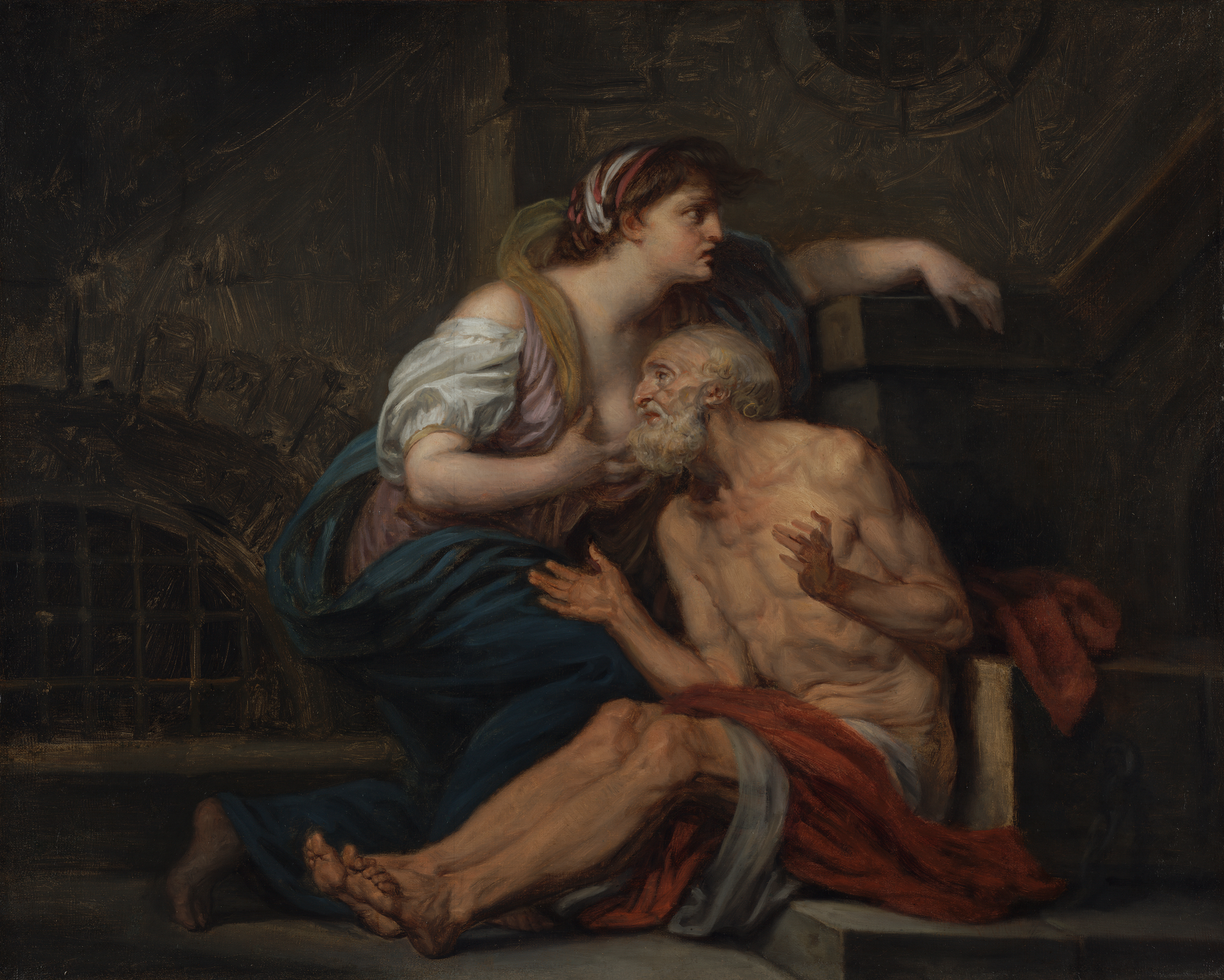
Charité romaine Jean-Baptiste Greuze (vers 1767)
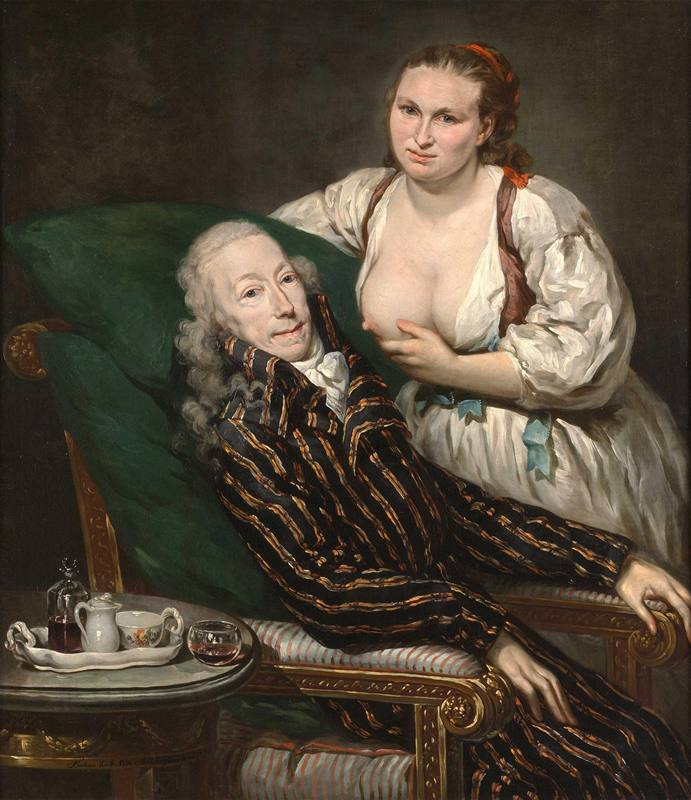
Franz de Paula, comte Hartig, et son épouse Eleonora représentée en Charité romaine Barbara Krafft (1797)
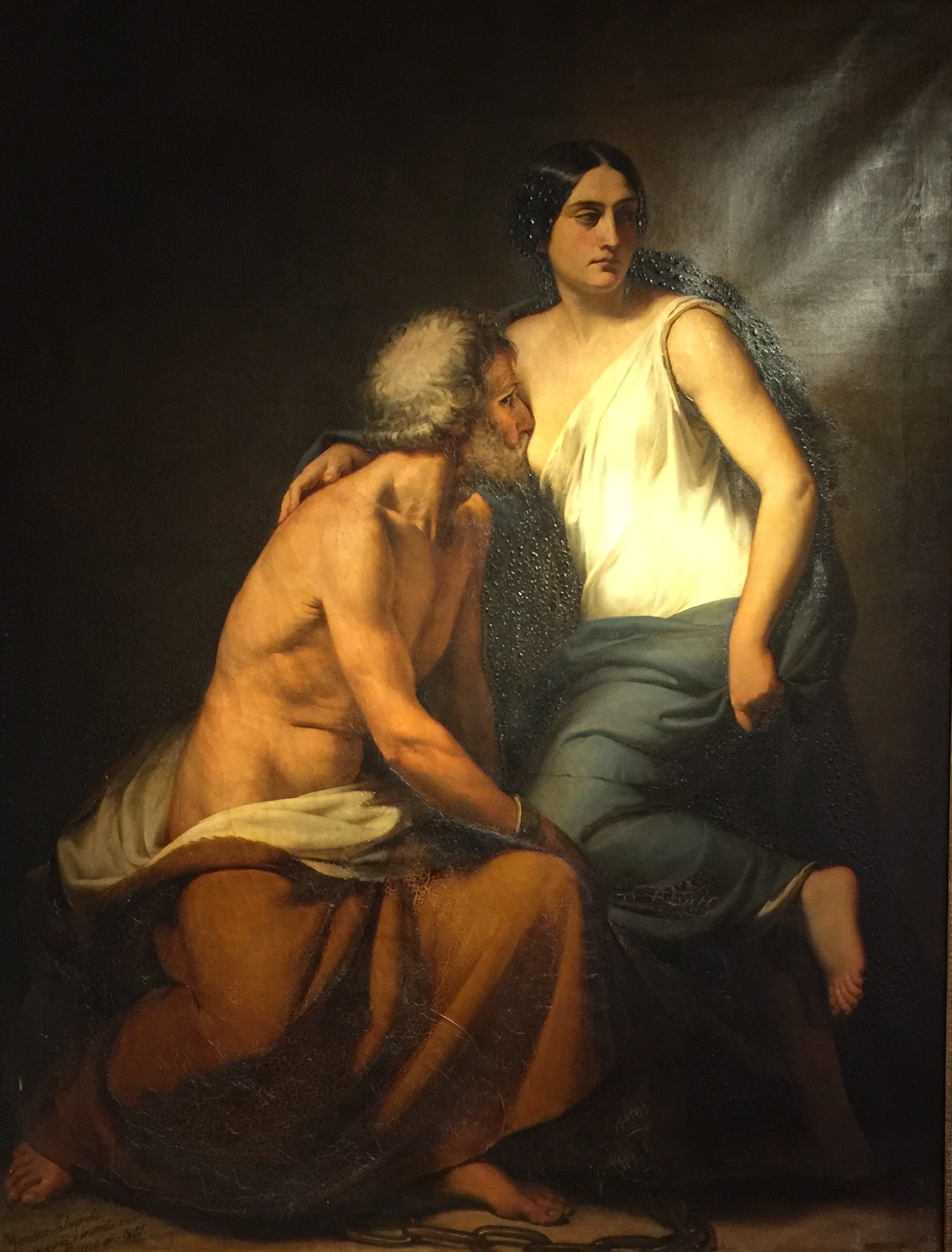
Ignacio Palmerola (1851) Almodi de Xàtiva
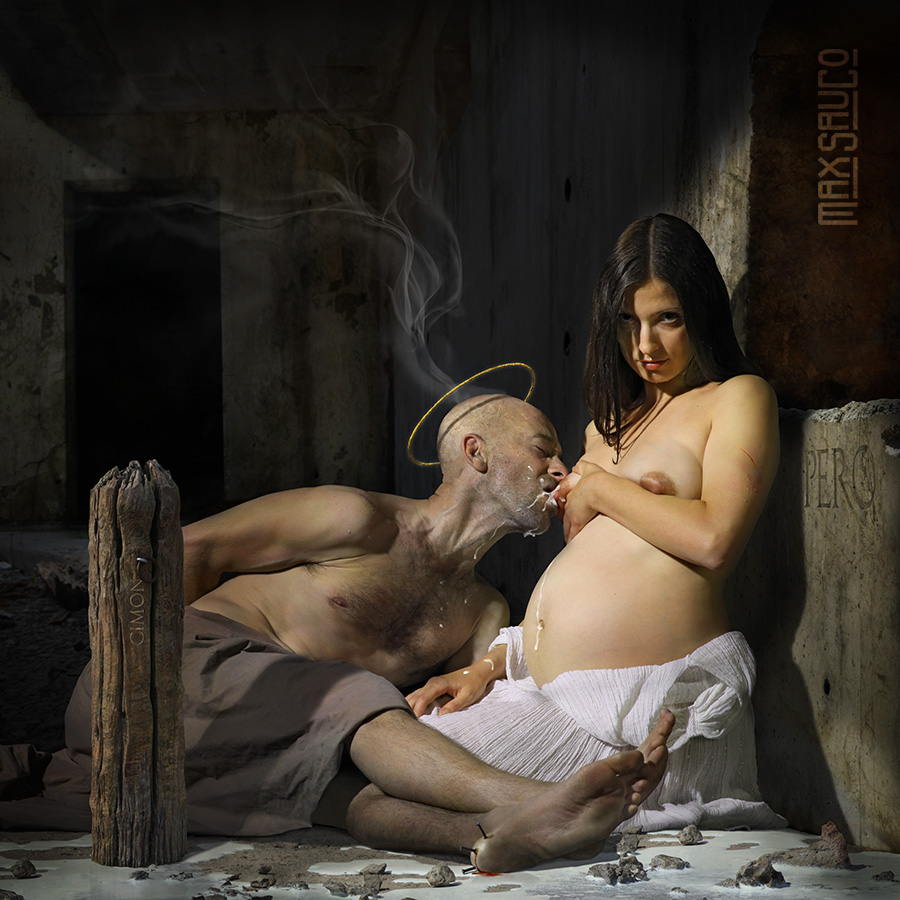
Charité romaine Max Sauco (1969- )

- Jean Goujon, bas-relief sculpté, 1560-1562, exposé au musée du Louvre à Paris.

## Adaptations dans la littérature
La scène est décrite dans un poème de Delafont de St Yenne, inscrit sous une gravure de J.-P. le Bas :

« Quel spectacle touchant ! Quel merveilleux tableau !

Chargé d'ans et de fers Cimon presque au tombeau,

Trouve au sein de sa fille une nouvelle vie :

Cimon ! de quel bonheur ta misère est suivie !

Tu renais de ton sang, et ta fille à son tour

Est Mère de celuy qui luy donna le jour. »

- John Steinbeck termine son ouvrage Les Raisins de la colère par une évocation de la charité romaine. « Dans la grange pleine de chuchotements et de murmures, Rose de Saron resta un instant immobile. Puis elle se remit péniblement debout, serrant le châle autour de ses épaules. Lentement, elle gagna le coin de la grange et se tint plantée devant l'étranger, considérant la face ravagée, les grands yeux angoissés. Et lentement elle s'étendit près de lui. Il secoua faiblement la tête. Rose de Saron écarta le coin du châle, découvrant un sein. "Si, il le faut", dit-elle. Elle se pressa contre lui et attira sa tête vers elle. "Là ! là." Sa main glissa derrière le tête et la soutint. Ses doigts caressaient doucement les cheveux de l'homme. Elle leva les yeux, puis les baissa et regarda autour d'elle, dans l'ombre de la grange. Alors ses lèvres se rejoignirent dans un mystérieux sourire. »[7]

## Adaptations au cinéma
La Charité romaine, 2008, court-métrage de Cheyenne Carron.

## Source
- (en) Cet article est partiellement ou en totalité issu de l’article de Wikipédia en anglais intitulé « Roman charity » (voir la liste des auteurs).